# III. třída okresu Plzeň-sever
III. třída okresu Plzeň-sever patří společně s ostatními třetími třídami mezi deváté nejvyšší fotbalové soutěže v Česku. Je řízena Okresním fotbalovým svazem Plzeň-sever. Hraje se každý rok od léta do jara se zimní přestávkou. Vítěz každé ze skupin postupuje do II. třídy okresu Plzeň-sever.

## Vítězové

### III. třída okresu Plzeň-sever
| Ročník    | Vítězný tým            |
| --------- | ---------------------- |
| 2004/2005 | TJ Baník Kamenný Újezd |
| 2005/2006 | TJ Sázavan Bezvěrov    |
| 2006/2007 | TJ Dioss Nýřany B      |
| 2007/2008 | Sokol Dolní Bělá       |
| 2008/2009 | ZKZ Horní Bříza B      |
| 2009/2010 | TJ Sokol Kozolupy      |
| 2010/2011 | TJ Nečtiny             |
| 2011/2012 | TJ Dioss Nýřany B      |
| 2012/2013 | TJ Slovan Blatnice     |
| 2013/2014 | TJ Jiskra Křelovice    |
| 2014/2015 | TJ Sokol Kozolupy      |
| 2015/2016 | FK Bohemia Kaznějov B  |
| 2016/2017 | TJ Slávia Úněšov       |
| 2017/2018 | ZKZ Horní Bříza        |
| 2018/2019 |                        |